# Nicholas Brooks
Nicholas Brooks (ur. 14 stycznia 1941, zm. 2 lutego 2014) – brytyjski historyk, mediewista, specjalista w zakresie historii anglosaskiej.
W 1961 ukończył Magdalen College na Oksfordzie. W latach 1964–1985 pracował na University of St. Andrews. W 1985 r. został zatrudniony na University of Birmingham. W 1989 r. został członkiem British Academy. W 2004 r. przeszedł na emeryturę.
Żona (od 1967) Chlöe Willis; córka Ebba, syn Crispin.

## Publikacje
- Latin and the Vernacular Languages in Early Medieval Britain (Leicester University, 1982)
- The Early History of the Church of Canterbury: Christ Church from 597 to 1066 (Leicester University, 1984)
- Bede and the English (Jarrow, 1999)
- Anglo-Saxon Myths: State and Church 400–1066 (Hambledon, 2000)
- Communities and Warfare 700–1400 (Hambledon, 2000)
- St Oswald of Worcester: Life and Influence (współautorka: Catherine Cubitt, Leicester University, 1996)
- St Wulfstan and his World (współautorka: Julia Barrow, Ashgate, 2005)
- Charters of Christ Church Canterbury (współautorka: Susan Kelly, 2 tomy, Oxford University, 2013)